# Accipitridae
Famille
Les Accipitridés (Accipitridae) sont une famille d'oiseaux qui rassemble la majorité des rapaces diurnes : bazas, milans, bondrées, élanions, pygargues, palmistes, gypaètes, vautours de l'Ancien Monde, circaètes, bateleurs, serpentaires, busards, gymnogènes, buses, autours, éperviers, busautours, harpies et aigles. Les faucons ne sont pas des accipitridés, mais des falconidés.
Ce sont des oiseaux de proie de taille petite à grande (de 20 à 150 cm), dont le bec crochu est garni, à la base, d'une cire charnue. Leurs pattes puissantes sont munies de serres acérées, et leurs ailes sont souvent larges. Ils jouissent d'une vue perçante.
On les trouve dans toutes les régions du monde sauf l'Antarctique ; presque toutes les régions accueillent de nombreuses espèces. Ils fréquentent tous les types de milieux, des forêts aux zones humides, des semi-déserts à la toundra, des hautes montagnes aux zones urbaines.

## Étymologie
Cette famille tire son nom du substantif latin accipiter, « épervier, faucon ; oiseau de proie », lui-même rapproché par étymologie populaire du verbe accipere « saisir, prendre », par référence aux serres de l'oiseau ; ce rapprochement en a partiellement influencé la forme. Le mot semble en fait reposer sur un composé indo-européen *əku-pter-, « au vol rapide », auquel se rattachent, avec un vocalisme différent, le grec ōkú-pteros et le sanskrit āçu-patvan- « qui vole rapidement ». Pierre Belon utilise le mot accipiter pour décrire l'épervier, mais c'est en français le mot autour qui provient du latin accipiter, par l'intermédiaire d'une forme tardive auceptor < acceptor, elle-même une altération d’accipiter influencée par auceps, « oiseleur ».

## Systématique, taxinomie et évolution

### Systématique
Les relations phylogénétiques de cette famille restent discutées. L'étude phylogénétique des Accipitridae de Raposo do Amaral et al. (2009) portant sur l'analyse génétique de neuf gènes, mitochondriaux et nucléaires, de 105 spécimens (54 espèces) marquent un tournant dans la compréhension des relations de parentés dans ce groupe,. Cela entraîne un bouleversement dans la taxinomie du groupe, qui est répercutée dans la version 3.3 (2013) de la classification de référence du Congrès ornithologique international.

### Liste des genres
Vous trouverez ci-dessous la taxonomie après la phylogénie des études de Mindell et al. (2018) et Starikov & Wink (2020).
- Sous-famille Elaninae
  - Chelictinia (1 espèce)
  - Elanus (4 espèces)
  - Gampsonyx (1 espèce)
- Sous-famille Gypaetinae
  - Gypaetus (1 espèce)
  - Gypohierax (1 espèce)
  - Neophron (1 espèce)
  - Polyboroides (2 espèces)
- Sous-famille Perninae
  - Aviceda (5 espèces)
  - Chondrohierax (2 espèces)
  - Elanoides (1 espèce)
  - Eutriorchis (1 espèce)
  - Hamirostra (1 espèce)
  - Henicopernis (2 espèces)
  - Leptodon (2 espèces)
  - Lophoictinia (1 espèce)
  - Pernis (4 espèces)
- Sous-famille Circaetinae
  - Circaetus (6 espèces)
  - Dryotriorchis (1 espèce)
  - Spilornis (6 espèces)
  - Pithecophaga (1 espèce)
  - Terathopius (1 espèce)
- Sous-famille Gypinae
  - Aegypius (1 espèce)
  - Necrosyrtes (1 espèce)
  - Gyps (8 espèces)
  - Sarcogyps (1 espèce)
  - Torgos (1 espèce)
  - Trigonoceps (1 espèce)
- Sous-famille Harpiinae
  - Harpia (1 espèce)
  - Harpyopsis (1 espèce)
  - Macheiramphus (1 espèce)
  - Morphnus (1 espèce)
- Sous-famille Aquilinae
  - Aquila (11 espèces)
  - Clanga (3 espèces)
  - Hieraaetus (5 espèces)
  - Ictinaetus (1 espèce)
  - Lophaetus (1 espèce)
  - Lophotriorchis (1 espèce)
  - Nisaetus (10 espèces)
  - Polemaetus (1 espèce)
  - Stephanoaetus (1 espèce)
  - Spizaetus (4 espèces)
- Sous-famille Lophospizinae
  - Lophospiza
- Sous-famille Harpaginae
  - Harpagus (2 espèces)
  - Kaupifalco (1 espèce)
  - Microspizias (2 espèces)
- Sous-famille Melieraxinae
  - Melierax (3 espèces)
  - Micronisus (1 espèce)
  - Urotriorchis (1 espèce)
- Sous-famille Accipitrinae
  - Lophospiza (2 espèces)
  - Aerospiza (3 espèces)
  - Tachyspiza (27 espèces)
  - Accipiter (9 espèces)
  - Astur (9 espèces)
  - Circus (16 espèces)
  - Erythrotriorchis (2 espèces)
  - Megatriorchis (1 espèce)
- Sous-famille Buteoninae
  - Tribu Milvini
    - Haliaeetus (4 espèces)
    - Haliastur (2 espèces)
    - Icthyophaga (6 espèces)
    - Milvus (3 espèces)

  - Tribu Buteonini
    - †Bermuteo
    - Busarellus (1 espèce)
    - Butastur (4 espèces)
    - Buteo (29 espèces)
    - Buteogallus (9 espèces)
    - Cryptoleucopteryx (1 espèce)
    - Geranoaetus (3 espèces)
    - Geranospiza (1 espèce)
    - Helicolestes (1 espèce)
    - Ictinia (2 espèces)
    - Leucopternis (3 espèces)
    - Morphnarchus (1 espèce)
    - Parabuteo (2 espèces)
    - Pseudastur (3 espèces)
    - Rostrhamus (1 espèce)
    - Rupornis (1 espèce)

### Liste des espèces existantes
D'après la classification de référence (version 14.1, 2024) de l'Union internationale des ornithologues, il y a 256 espèces (dont 1 éteinte) d'Accipitridae réparties en 71 genres.

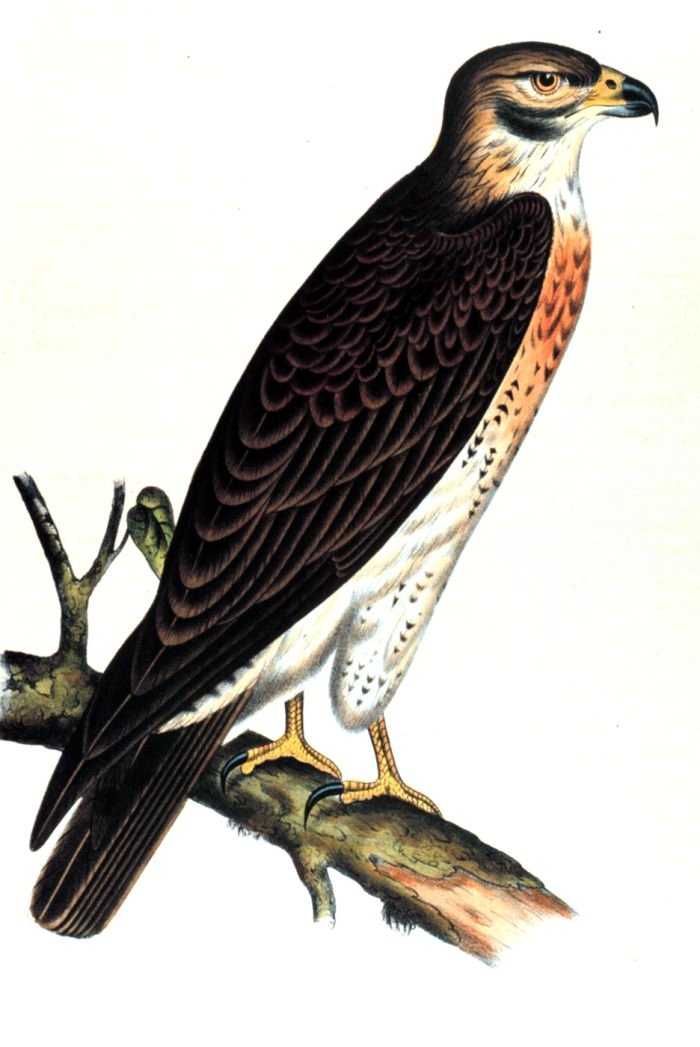
Buse de Swainson (Buteo swainsoni)

## Génétique
Les Accipitridae ont des caryotypes qui présentent peu de microchromosomes, et de nombreux macrochromosomes de taille moyenne, contrairement aux caryotypes classiques des oiseaux, qui comportent habituellement quelques grands macrochromosomes et de nombreux microchromosomes.